# Artelanismo

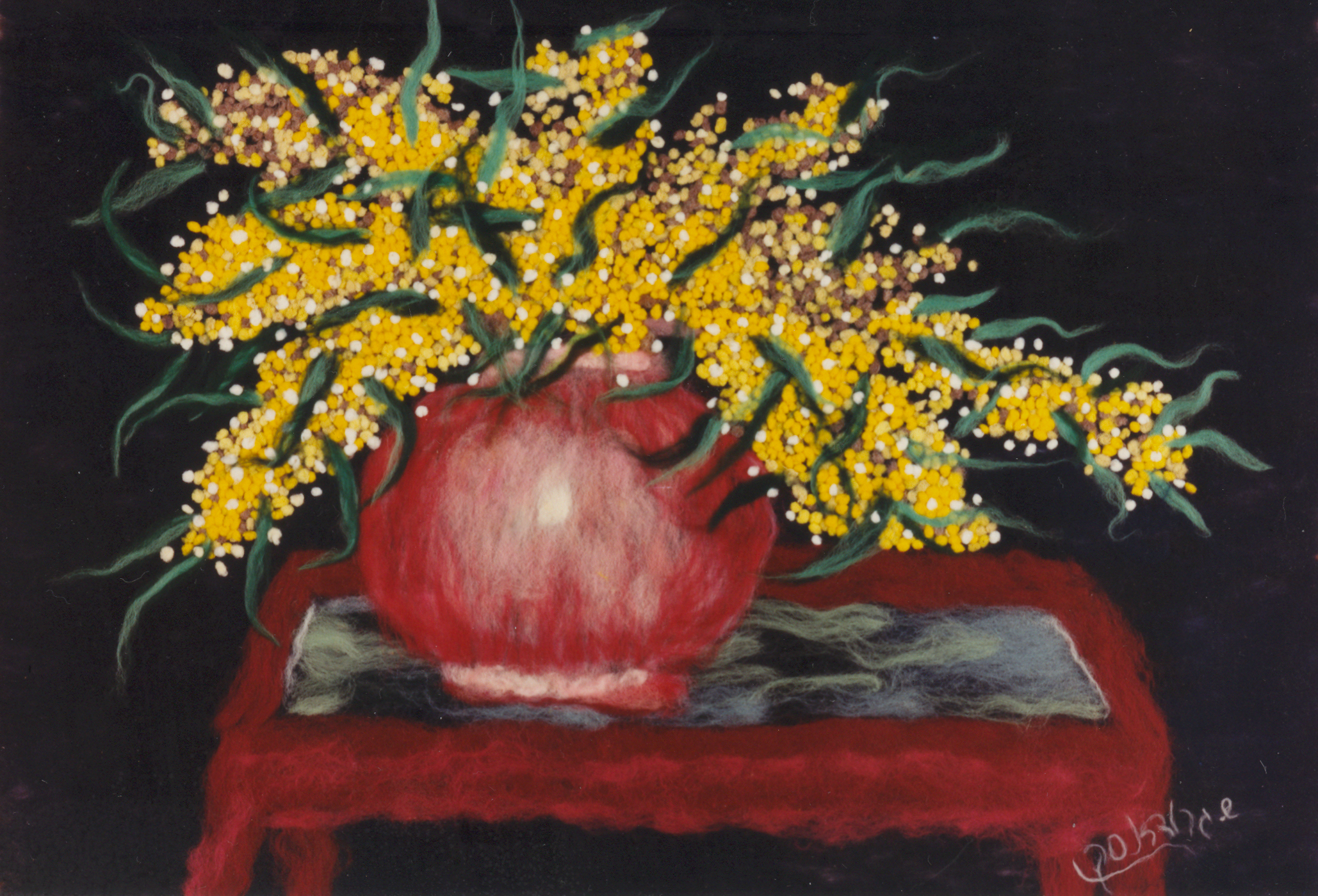
Mimosas de Samuel Grodzensky60x70cm colección privada.

Artelanismo (de las palabras arte y lana) es una rama de la pintura, que consiste en pintar lana virgen con anilina. El nombre fue entregado por el pintor Samuel Grodzensky.
Las hebras de lana tienden a pegarse las unas con las otras por su forma sinusoidal.
La primera capa de lana virgen va pegada al lienzo o cartón; Las hebras teñidas en diferentes colores se van colocando con los dedos, en capas superpuestas que por sí solas se enlazan entre sí.
Una vez concluido el dibujo, se protege con cristal que aplasta ligeramente las hebras de lana conservando la sensación de esponjosidad y dando profundidad al cuadro.
La ausencia de elementos artificiales hace que se conserven siempre los colores originales.
En algunas ocasiones los cuadros tienen esbozos previos pintados con pastel.